# Брионска декларација
Брионска декларација (хрв. Brijunska deklaracija, словен. Brionska deklaracija) документ је који су потписали представници Републике Словеније, Републике Хрватске и Социјалистичке Федеративне Републике Југославије (СФРЈ) под политичким покровитељством Европске економске заједнице (ЕЕЗ) на Брионима 7. јула 1991. Декларација је тежила стварању амбијента у коме би се могли одвијати даљи преговори о будућности СФРЈ. Међутим, изоловала је председника Савезног извршног већа Анту Марковића у својим настојањима да очува СФРЈ и практично зауставила сваки облик савезног утицаја на Словенију. Због свог контроверзног текста, данас се сматра да је ЕЕЗ Брионском декларацијом подстицала распад Југославије.
Декларацијом су окончана непријатељства између југословенских и словеначких снага у Десетодневном рату. Словенија и Хрватска су се усагласиле да на период од три месеца обуставе предстојеће активности које произилазе из њихових проглашења независности 25. јуна. Декларацијом су такође решена питања граничне контроле и царинске инспекције у вези са границама Словеније, решена је одговорност контроле ваздушног саобраћаја и наложена је размена ратних заробљеника. Брионска декларација је такође представљала основу за посматрачку мисију за праћење њене имплементације у Словенији. Једанаест дана након потписивања Брионске декларације, Савезно извршно веће је повукло Југословенску народну армију из Словеније. Међутим, Брионска декларација није имала никакав ублажавајући утицај на борбе у Хрватској.

## Позадина
Док су се Република Словенија и Република Хрватска спремале да прогласе своју независност током распада Југославије, министри спољних послова Европске економске заједнице (ЕЕЗ) донели су одлуку 23. јуна 1991. да државе чланице ЕЕЗ неће признати независност Словеније и Хрватске. ЕЕЗ је те декларације посматрала као једностране потезе и понудила је помоћ у преговорима о будућности Социјалистичке Федеративне Републике Југославије (СФРЈ). ЕЕЗ је такође одлучила да обустави непосредне разговоре са Словенијом и Хрватском. Тај потез поздравило је Савезно извршно веће. Словенија и Хрватска прогласиле су независност 25. јуна, а јединице Југословенске народне армије (ЈНА) су следећег дана почеле да се размештају из својих база у Словенији. Оружани сукоб је избио 27. јуна, када су ЈНА и Територијална одбрана Републике Словеније (ТОРС) започеле боре око контроле над граничним прелазима Словеније, који је назван Десетодневни рат.
Трочлана делегација ЕЕЗ је три пута посетила регион крајем јуна и почетком јула како би преговарала о политичком споразуму који би олакшао даље преговоре. Делегацију су чинили министри спољних послова Луксембурга, који је у то време председавао ЕЕЗ, Италије и Холандије, као претходни и будући носилац те функције. Чланови делегације били су Жак Пос (Луксембург), Ђани де Микелис (Италија) и Ханс ван ден Брук (Холандија). Пре доласка делегације у Београд, Пос је рекао новинарима да ће ЕЕЗ преузети одговорност за кризу. Тамо је делегацију дочекао председник Србије Слободан Милошевић, који је одбацио могућност да Хрватска изађе из југословенске федерације, јер међу њеним становништвом има 600.000 Срба.
Хрватска и Словенија су се 29. јуна сложиле да суспендују своје декларације о независности како би имале времена за споразумно решење. Чинило се да је делегација ЕЕЗ постигла напредак када је Србија одговорила на тај потез престанком противљења именовању хрватског члана Председништва СФРЈ Стјепана Месића за председника Председништва СФРЈ 30. јуна. Привид успеха је повећан када је ЈНА наредила својим трупама смештеним у Словенији да се врате у своје касарне. Де Микелиса је 1. јула заменио Жоао де Деус Пинхерио, португалски министар спољних послова, како би се задржала формула садашњег, бившег и будућег министра спољних послова председавајуће државе Председништва ЕЕЗ, пошто је Холандија преузела председавање од Луксембурга, док је Португалија требало да преузети председавајућу функцију Холанђана.

## Конференција на Брионима
Следећи корак мисије делегације ЕЕЗ били су разговори којима су присуствовали представници ЕЕЗ, Хрватске, Словеније, Србије и Савезног извршног већа. Разговори су одржани на Брионима 7. јула. Поред делегације ЕЕЗ, коју је предводио Ван ден Брук, разговорима је присуствовало пет од осам чланова савезног Председништва — Месић, Богић Богићевић, Јанез Дрновшек, Бранко Костић и Васил Тупурковски. Присутни су били и председник Савезног извршног већа Анте Марковић, као и савезни секретар за иностране послове Будимир Лончар, савезни секретар за унутрашње послове Петар Грачанин и заменик савезног секретара за народну одбрану вицеадмирал Стане Бровет. Хрватску је представљао председник Фрањо Туђман, док је у име Словеније присуствовао председник Милан Кучан. Србију је представљао Борисав Јовић, бивши српски члан савезног Председништва који је поднео оставку на ту функцију 15. јуна, уместо Милошевића који је одбио да присуствује. Делегација ЕЕЗ је са почетком у 8 часова одвојено разговарала са Кучаном и његовим помоћницима, затим са Туђманом и његовим помоћницима и на крају са Јовићем. Поподне је одржан пленарни састанак на којем су присуствовале савезне, словеначке и хрватске делегације, а Јовић је, како се наводи, отишао незадовољан разговорима.
Споразум је припремљен на Савету министара ЕЕЗ у Хагу 5. јула. Састојао се од Заједничке декларације и два анекса са детаљима о стварању амбијента погодног за даље политичке преговоре и смерницама за посматрачку мисију у СФРЈ. Споразум, који је постао познат као Брионска декларација или Брионски споразум, захтевао је од ЈНА и ТОРС да се врате у своје базе, а предвиђао је да словеначки званичници сами контролишу границе Словеније, као и да Словенија и Хрватска обуставе све делатности везане за проглашења независности на три месеца. Посматрачка мисија предвиђена Брионским декларацијом материјализована је као Посматрачка мисија Европске економске заједнице (ПМЕЕЗ) са задатком да надгледа раздруживање ЈНА и ТОРС у Словенији, а потом повлачење ЈНА из Словеније.

## Последице
Иако је мало тога договорено и Декларација је касније различито тумачена од стране њених потписника, Брионски декларација је утврдила интерес ЕЕЗ за регион, а прва министарска конференција ЕЕЗ о СФРЈ одржана је у Хагу 10. јула. ПМЕЕЗ је помагала да се смири неколико сукоба око војних касарни у Словенији и олакшала преговоре између словеначких власти и ЈНА везаних за повлачење ЈНА из Словеније. У Хрватској су настављене оружане борбе, а ЈНА је исте вечери када је потписана Декларација гранатирала Осијек. Савезно Председништво је 18. јула наредило потпуно повлачење ЈНА из Словеније као одговор на словеначке акције које су прекршиле Брионску декларацију. Опсег рада ПМЕЕЗ проширен је на Хрватску 1. септембра. До средине септембра рат је ескалирао, јер су хрватски Збор народне гарде и полиција блокирали касарне ЈНА, а ЈНА је кренула у кампању против хрватских снага.
Брионска декларација је изоловала Марковића који је покушао да сачува федерацију, али га је Ван ден Брук игнорисао, док је делегација ЕЕЗ прећутно подстицала распад Југославије. Декларација је умањила ауторитет дела руководства ЈНА који се борио за очување СФРЈ. Декларација је била неповољна и за Хрватску, јер је препуштена да се брани од ЈНА и српских снага. Ефикасним уклањањем Словеније од утицаја савезних власти, посебно ЈНА, Декларација је испунила један од циљева српских националиста, дозвољавајући прекрајање међународних граница. Сабрина П. Рамет је напоменула да су Кучан и Милошевић у јануару 1991. постигли споразум у којем је Милошевић дао уверавања да се Србија неће противити настојању Словеније за независност. Заузврат, Кучан је изразио разумевање за Милошевићев интерес за стварање Велике Србије.
У то време, ЕЕЗ је на Брионску декларацију гледала као на метод смиривања кризе. Неуспех делегације ЕЕЗ да одговори на Јовићев одлазак пре пленарног састанка и Декларација министара спољних послова ЕЕЗ од 10. јула у којој се назначава да ће се ЕЕЗ повући из посредовања уколико Брионска декларација не буде спроведена само је охрабрила Србију, која, за разлику од Словеније, Хрватске или СФРЈ, није имала шта да изгуби ако се ЕЕЗ повуче. ЕЕЗ је на крају преузела заслуге за брзо решавање оружаног сукоба у Словенији не схватајући да њени дипломатски напори немају много везе са ситуацијом на терену.